# Marco Di Meco
Pour les articles homonymes, voir Di Meco.
Marco Di Meco (né à Chieti le 5 février 1982) est un flûtiste et compositeur de jazz italien.
Il a joué dans les années 1996 dans la scène musicale européenne. On a pu aussi l'entendre avec Luis Bacalov, Bruno Tommaso, Lu Jia.
En Italie, il enregistre de disques pour le label Wide Sound,,. Il est également auteur,.
Le 30 avril 2016 sortira le nouvel album studio Lucilla pour Wide Sound distribué par I.R.D international.
Il a enregistré pour divers programmes de télévision sur les chaînes de la RAI, RSI, RAI internationaux.

## Discographie choisie
- 5 Colori, Wide Sound WD 206 (2014)
- Rosalinda, Wide Sound WD 209 (2015)
- Lucilla, Wide Sound WD 211 (2016)
- Against Capitalism Première Symphonie, TuneCore (2018)
- Moon Mary Light, TuneCore (2019)

## Sources/Références
1. ↑  (it) « Interview menée par Ilaria Grasso », Vivicentro (consulté le 25 mars 2016)
2. ↑  (en) « Interview for May.Life » (consulté le 25 mars 2016)
3. ↑  (it) « Interview menée par Maurizio di Fazio », Ozio Magazine (consulté le 25 mars 2016)
4. ↑  (en) « Album credits », Last.fm (consulté le 25 mars 2016)
5. ↑  (en) « Album credits », AllMusic (consulté le 25 mars 2016)
6. ↑  (en) « BNF Catalogue », BnF (consulté le 31 mars 2016)
7. ↑  (it) « SBN Catalog », SBN Opac (consulté le 2 avril 2016)
8. ↑  (de) « Swiss National Library Catalogue », SWNL (consulté le 2 avril 2016)
9. ↑  (it) « Blog », Altervista.org (consulté le 25 mars 2016)
10. ↑  (en) « RAISAT performance », May.Life (consulté le 25 mars 2016)